# Quartet de corda núm. 1 (Weinberg)
El Quartet de corda núm. 1, op. 2 i op. 141, en do major va ser compost per Mieczysław Weinberg a Varsòvia el 1937 i revisat el 1985. Va ser dedicat a Józef Turczyński, el seu professor al conservatori.

## Moviments
- I.Allegro commodo
- II.Andante tranquillo
- III.Allegro molto

## Origen i context
Weinberg va escriure aquest quartet amb només divuit anys i és una de les poques partitures de Weinberg datades durant els seus anys d'estudiant a Varsòvia. En l'obra sens dubte es nota que el compositor encara era un aficionat, des del punt de vista que encara no havia tingut una formació compositiva formal, tot i que òbviament segueix sent molt talentós musicalment. Una part de la raó d'això és que el compositor va tornar molt més tard (quaranta-vuit anys després) per revisar aquesta obra i no és la seva versió original la que avui coneixem -inèdita en el seu dia i il·legible després de les modificacions a què va sotmetre el seu autor el manuscrit- sinó la profunda revisió escomesa el 1985, que inclou la seva nova numeració com op. 141. El disseny formal i bona part de l'harmonia es van deixar intactes i la revisió va consistir més a "reformar i aclarir la textura".

## Anàlisi musical
El primer moviment segueix una estructura de forma sonata. Presenta un alt nivell de cromatisme, tot i que no es pot considerar com a dissonant. És altament intens, dens, amb una expressió profundament concentrada, rica en matisos i amb un material temàtic potent, que irradia una sensació de nerviosisme i intranquil·litat. En canvi, el segon moviment és notablement més tranquil, gairebé oníric i una mica enigmàtic, oferint un respir suau i pausat entre els moviments adjacents més enèrgics. Malgrat això, manté una certa inestabilitat, encara que no tan marcada com en el primer moviment, i crea una atmosfera una mica difuminada. Els dos primers moviments poden detectar-se influències del primer Bartók i del seu compatriota Szymanowski.
El "finale" contrasta perquè finalment opta per establir la tonalitat de do major, que s'havia intuït en el primer moviment. A més, aquest moviment presenta una sonoritat notablement més folklòrica en comparació amb els altres dos, com si haguéssim arribat al destí al qual els altres dos moviments han estat dirigint-se, destacant per la seva música immediata i immersiva. Pel seu etnicisme fa pensar en l'avantguarda soviètica del moment, amb noms com Mossolov i Róslavets.